# T. J. Lang
Thomas John „T. J.“ Lang (* 20. September 1987 in Royal Oak, Michigan) ist ein ehemaliger US-amerikanischer American-Football-Spieler in der National Football League (NFL). Er spielte für die Green Bay Packers und die Detroit Lions als Offensive Guard.

## College
Lang besuchte die Eastern Michigan University und spielte für deren Mannschaft, die Eagles, erfolgreich College Football. Er begann in der Defensive Line, wurde aber ab der zweiten Spielzeit in der Offense eingesetzt, sowohl auf der rechten als auch auf der linken Seite.

## NFL

### Green Bay Packers
Lang wurde beim NFL Draft 2009 in der vierten Runde als insgesamt 109. Spieler von den Green Bay Packers ausgewählt. In seiner Rookie-Saison kam er in allen Spielen zum Einsatz, allerdings nur dreimal als Starter. 2010 lief er nur als Ersatzmann auf. In dieser Season konnte er mit seinem Team auch den Super Bowl XLV gewinnen. Seit 2011 ist er in der Offensive Line der Packer fix gesetzt. 2012 unterzeichnete er einen Vierjahresvertrag in der Höhe von 20,8 Millionen US-Dollar. 2016 wurde er erstmals in den Pro Bowl berufen.

### Detroit Lions
Am 12. März unterzeichnete Lang bei den Detroit Lions einen Dreijahresvertrag. Er startete 13 Spiele für die Lions und wurde für gute Leistungen in den Pro Bowl berufen. 2018 spielte er Verletzungsbedingt in nur sechs Spielen. Am 8. März 2019 wurde Lang entlassen, wodurch die Lions 8,8 Millionen Cap Space gewannen. Am 29. März 2019 gab er seinen Rücktritt vom Profisport bekannt.